# FC Seixal
Der Seixal Futebol Clube ist ein portugiesischer Sportverein aus Seixal. Der Klub ist vor allem für seine mittlerweile eingestellte Profifußballmannschaft bekannt.

## Geschichte
Der FC Seixal wurde 1925 gegründet und spielte nach Schaffung eines überregionalen Ligabetriebs in den 1930er Jahren mit der Primeira Divisão zunächst weiter im regional organisierten Ligabereich, schaffte aber 1940 erstmals den kurzzeitigen Sprung in die von der Federação Portuguesa de Futebol verantwortete zweitklassige Segunda Divisão. Dort gewann der Klub seine Staffel, in der anschließenden Aufstiegsrunde scheiterte er im Halbfinale mit einer 1:2-Niederlage am SC Olhanense.
Nachdem der FC Seixal später wieder lange Zeit im regionalen Ligabereich angetreten war, trat er zu Beginn der 1960er Jahre erneut zweitklassig an. In der Zweitligasaison 1963/64 gewann der Klub mit drei Punkten Vorsprung vor Alhandra SC und CD Cova da Piedade den Staffelsieg und stieg damit auf, verpasste aber im Duell mit dem Varzim SC durch eine 2:4-Niederlage die Zweitligameisterschaft. Als Neuling gelang mit dem zwölften Tabellenplatz in der Spielzeit 1963/64 der Klassenerhalt, mit nur drei Saisonsiegen in der folgenden Saison war der Klub jedoch chancenlos und hatte zwölf Punkte Rückstand auf den von Lusitano GC Évora belegten letzten Nichtabstiegsplatz. Am Ende der Saison 1966/67 verpasste die Mannschaft auch in der zweiten Liga den Klassenerhalt, kehrte aber direkt wieder zurück.
Als Schlusslicht verabschiedete sich der FC Seixal am Spielzeit 1972/73 erneut aus der Zweitklassigkeit. und etablierte sich in der Folge in der drittklassigen Terceira Divisão. 1978 gelang für zwei Spielzeiten die Rückkehr in die Segunda Divisão, nach einem viertletzten Rang im Endklassement der Drittligasaison 1983/84 verließ der Klub die Spielklasse in die andere Richtung und kehrte in den regionalen Ligabetrieb zurück. Nach dem direkten Wiederaufstieg gelang als Staffelzweiter hinter Lusitano VRSA in der Drittligasaison 1988/89 die Rückkehr in die zweite Liga, wo der Klub 1990 nach einer Ligareform mit der Einführung der Segunda Divisão de Honra als eingleisiger zweithöchster Spielklasse in die Drittklassigkeit zurückgestuft wurde und anschließend den Klassenerhalt verpasste. Zwischen 1997 und 2003 spielte die Mannschaft erneut in der dritten Spielklasse, anschließend trat sie wieder in der viertklassigen Terceira Divisão an. Die Viertliga-Spielzeit 2004/05 beendete die Mannschaft als Tabellenschlusslicht hinter Moura AC und União Santiago do Cacém. Nach zwei Jahren im regionalen Ligabereich zog der Klub 2007 die Fußballmannschaft aus dem Spielbetrieb zurück. Später  wurde als Breitensport wieder Fußball ins Programm aufgenommen. 
Derzeit verfügt der Klub zudem über Abteilungen für Basketball, Rollhockey respektive Futsal.

## Hintergrund
Die Vereinsfarben sind rot und blau. Die Fußballmannschaft trat in entsprechend gestreiften Heimtrikots an.
Die Fußballmannschaft nutzte das Estádio Municipal do Bravo für seine Heimspiele, das zeitweise über 5000 Zuschauern Platz bot. Derzeit ist es rund um einen Kunstrasenplatz für zirka 2000 Zuschauer ausgerichtet.